# 田代博
田代 博（たしろ ひろし、1950年3月25日 - 2021年2月19日）は、日本の地理学者・地理教育者。元筑波大学附属高等学校教諭。日本地図センター相談役。日本において、地図学習の指導者として知られていた。富士山をこよなく愛した。

## 来歴・人物
1950年、広島県尾道市生まれ。1972年に東京教育大学理学部地学科地理学教室を卒業後、神奈川県立高等学校教諭に着任した。同年、通勤中の交通事故で骨折。そのリハビリで山歩きをはじめ、山に興味を持つようになる。
1997年より筑波大学附属高等学校教諭。高校教員を42年間務め、2014年3月に退職した。2015年6月より日本地図センター常務理事・地図研究所長、2017年6月より同相談役。「山の展望と地図のフォーラム」（FYAMAP）代表。東京大学空間情報科学研究センター協力研究員。2007年よりNHK高校講座地理講師、聖心女子大学非常勤講師（～2015年）、2011年より専修大学（～2012年）、2013年より明治大学、2014年よりお茶の水女子大学（～2015年）非常勤講師を務める。元地図地理検定委員会委員長。
2016年８月日本百名山完登。最後の山が宮之浦岳。
山岳展望図の作成をはじめ、山岳展望に関する様々な事柄を調査し本にまとめている。最近は富士山展望の専門家としてマスコミに登場することも多く、特に富士山が世界遺産に登録されて以降、テレビにもしばしば出演している。2017年1月北限からの富士山撮影（福島県花塚山）がメディアで話題になったが、その際も証拠写真の「鑑定」を行っている。山岳展望、富士山に関する著作が多数ある。ダイヤモンド富士やトンネル富士など富士山に関わるユニークな写真の撮影でも知られる。2016年7月、地図についての著作を11年ぶりに刊行（『地図がわかれば社会がわかる』）。
2011年2月、日本国際地図学会「功労賞」受賞。2014年6月、国土地理院より「平成26年度「測量の日」における功労者感謝状」を贈呈される。2017年5月、川俣町より花塚山に関する感謝状を贈呈される。
2020年1月14日、急性骨髄性白血病に罹患していることが判明。その後2月より入退院を繰り返していたが、9月4日以降ホームページやSNSの更新が止まる。2021年2月19日、逝去。
ハンドルネームとして過去、山尾望を使用していた。

## 主な著書
- 田代博『富士山「発見」入門－知れば知るほど楽しい展望ガイド』光文社、2003年 ISBN 4334782590
- 田代博『知って楽しい地図の話』新日本出版社、2005年 ISBN 4406032282
- 田代博『知って楽しい山岳展望』新日本出版社、2007年 ISBN 4406050825
- 田代博『今日はなんの日、富士山の日』新日本出版社、2009年 ISBN 4406052976
- 田代博『｢富士見」の謎』祥伝社、2011年 ISBN 4396112394
- 田代博『世界の「富士山」』新日本出版社、2012年 ISBN 978-4406055833
- 田代博『地図がわかれば社会がわかる』新日本出版社、2016年 ISBN 978-4406060370